# Schachweltmeisterschaft 2026
Die Schachweltmeisterschaft 2026 ist geplant als Zweikampf zwischen dem Titelverteidiger D. Gukesh und dem Gewinner des Kandidatenturniers 2026.

## Kandidatenturnier
Am Kandidatenturniers werden acht Spieler teilnehmen. Es gibt mehrere Qualifikationswege, über die jeweils ein bis drei Plätze zum Kandidatenturnier vergeben werden:
- 1 Platz: FIDE Circuit 2024: Fabiano Caruana
- 3 Plätze: Schach-Weltpokal 2025: noch nicht vergeben
- 2 Plätze: FIDE Grand Swiss 2025: noch nicht vergeben
- 1 Platz: FIDE Circuit 2025: noch nicht vergeben
- 1 Platz: Elo-Rangliste: noch nicht vergeben

Anders als bei früheren WM-Zyklen ist für den Unterlegenen des vorangegangenen WM-Zweikampfes kein Platz reserviert. Für den Fall, dass sich ein Spieler über mehrere Wege qualifiziert, gibt es detaillierte Nachrückregeln.